# Saint-Aubin-d'Aubigné
Pour les articles homonymes, voir Saint-Aubin et D'Aubigné.
Saint-Aubin-d'Aubigné est une commune française située dans le département d'Ille-et-Vilaine en région Bretagne, peuplée de 4 231 habitants.

## Géographie
Saint-Aubin-d'Aubigné est située à 18 kilomètres de Rennes. Sa population était de 4 231 habitants au 1er janvier 2022. Elle est traversée par l'Illet. La commune  est située sur l'itinéraire historique du mont Saint-Michel, à 47 km de ce dernier.
La commune est desservie par le réseau régional BreizhGo : ligne 4a Rennes (Gare Routière) <> Saint Aubin d'Aubigné <> Sens-de-Bretagne <>Val Couesnon.

### Communes limitrophes
| Saint-Médard-sur-Ille  | Andouillé-Neuville    | Gahard           |
| Saint-Germain-sur-Ille | Saint-Aubin-d'Aubigné | Ercé-près-Liffré |
| Chevaigné              | Mouazé                | Chasné-sur-Illet |

### Hydrographie
Pour un article plus général, voir Réseau hydrographique d'Ille-et-Vilaine.
La commune est située dans le bassin Loire-Bretagne. Elle est drainée par l'Illet, le Burette, le Vieux Moulin, le ruisseau de launay cosnie, le ruisseau des Maraigers et divers autres petits cours d'eau,.
L'Illet, d'une longueur de 34 km, prend sa source dans la commune de Saint-Aubin-du-Cormier et se jette  dans l'Ille à Betton, après avoir traversé neuf communes. 

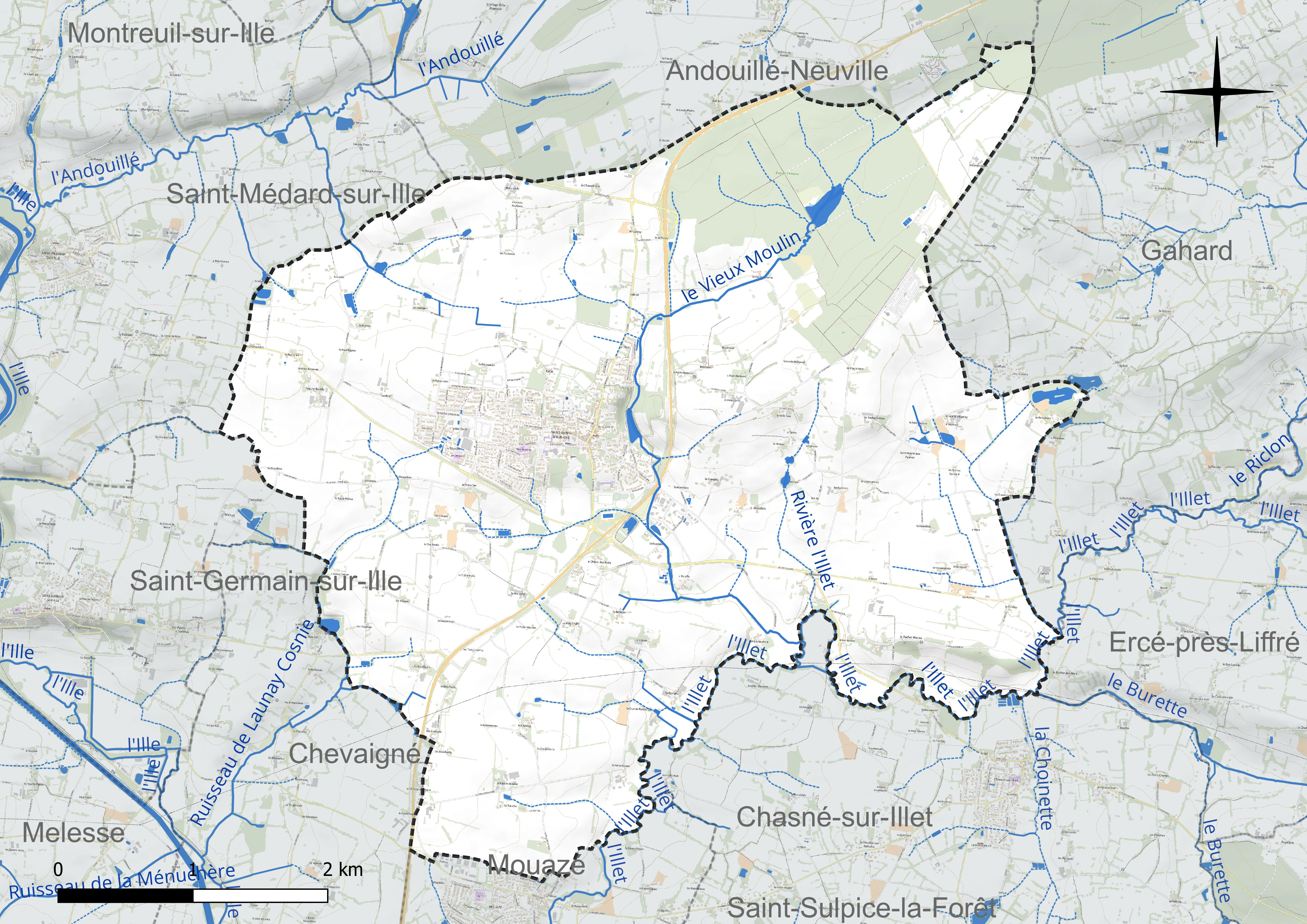
Réseau hydrographique de Saint-Aubin-d'Aubigné.

### Climat
Pour des articles plus généraux, voir Climat de la Bretagne et Climat d'Ille-et-Vilaine.
En 2010, le climat de la commune est de type climat océanique altéré, selon une étude du CNRS s'appuyant sur une série de données couvrant la période 1971-2000. En 2020, Météo-France publie une typologie des climats de la France métropolitaine dans laquelle la commune est exposée à un climat océanique et est dans la région climatique  Bretagne orientale et méridionale, Pays nantais, Vendée, caractérisée par une faible pluviométrie en été et une bonne insolation. Parallèlement l'observatoire de l'environnement en Bretagne publie en 2020 un zonage climatique de la région Bretagne, s'appuyant sur des données de Météo-France de 2009. La commune est, selon ce zonage, dans la zone « Intérieur Est », avec des hivers frais, des étés chauds et des pluies modérées.  
Pour la période 1971-2000, la température annuelle moyenne est de 11,3 °C, avec une amplitude thermique annuelle de 12,8 °C. Le cumul annuel moyen de précipitations est de 797 mm, avec 12,7 jours de précipitations en janvier et 7,3 jours en juillet. Pour la période 1991-2020, la température moyenne annuelle observée sur la station météorologique la plus proche, située sur la commune de Feins à 8 km à vol d'oiseau, est de 11,9 °C et le cumul annuel moyen de précipitations est de 816,2 mm,. Pour l'avenir, les paramètres climatiques de la commune estimés pour 2050 selon différents scénarios d'émission de gaz à effet de serre sont consultables sur un site dédié publié par Météo-France en novembre 2022.

## Urbanisme

### Typologie
Au 1er janvier 2024, Saint-Aubin-d'Aubigné est catégorisée bourg rural, selon la nouvelle grille communale de densité à sept niveaux définie par l'Insee en 2022.
Elle appartient à l'unité urbaine de Saint-Aubin-d'Aubigné, une unité urbaine monocommunale constituant une ville isolée,. Par ailleurs la commune fait partie de l'aire d'attraction de Rennes, dont elle est une commune de la couronne,. Cette aire, qui regroupe 183 communes, est catégorisée dans les aires de 700 000 habitants ou plus (hors Paris),.

### Occupation des sols
L'occupation des sols de la commune, telle qu'elle ressort de la base de données européenne d'occupation biophysique des sols Corine Land Cover (CLC), est marquée par l'importance des territoires agricoles (82,8 % en 2018), en diminution par rapport à 1990 (85,3 %). La répartition détaillée en 2018 est la suivante : 
terres arables (39,2 %), zones agricoles hétérogènes (38,1 %), forêts (11 %), zones urbanisées (6,2 %), prairies (5,5 %). L'évolution de l'occupation des sols de la commune et de ses infrastructures peut être observée sur les différentes représentations cartographiques du territoire : la carte de Cassini (XVIIIe siècle), la carte d'état-major (1820-1866) et les cartes ou photos aériennes de l'IGN pour la période actuelle (1950 à aujourd'hui).

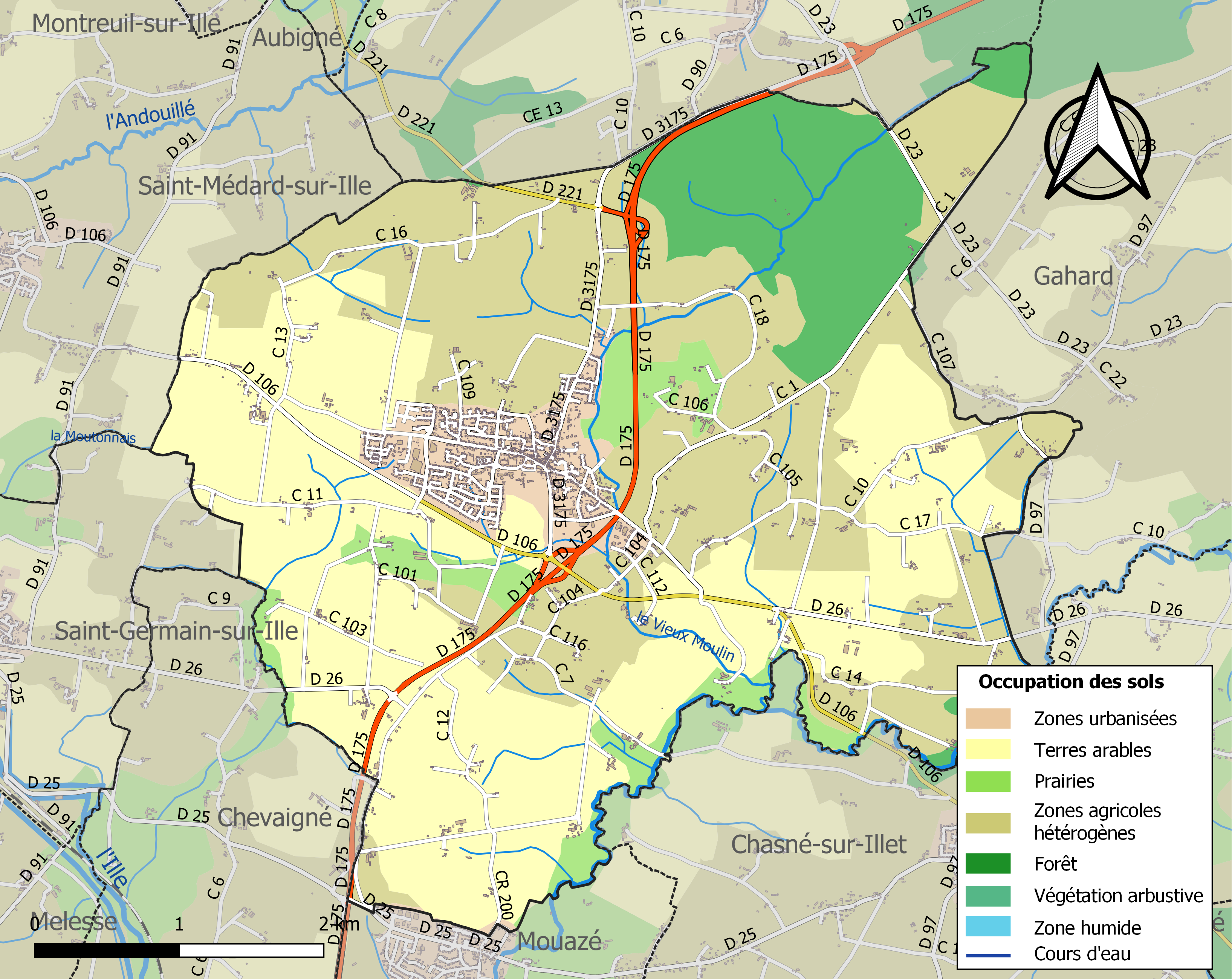
Carte des infrastructures et de l'occupation des sols de la commune en 2018 (CLC).

## Toponymie
Le nom de la localité vient de Saint-Aubin, évêque d'Angers au VIe siècle et d'Aubigné, baronnie voisine dont la paroisse était une dépendance féodale.Il est attesté sous les formes Sanctus Albinus de Albiniaco, par le Pape Alexandre III en 1161, ecclesia Sancti Albini au XVe siècle, Sanctus Albinus prope Albigneyum en 1516.
Le nom de la commune est Le Petit-Staobin en  gallo.

## Histoire

### Antiquité gallo-romaine
Deux grandes villas romaines furent retrouvées aux lieux-dits du Placis vert et à la Gâtine.[réf. nécessaire]

### Moyen Âge
Dès le milieu du 12e siècle, les religieuses de Saint-Sulpice-la-Forêt se voient reconnaître des droits sur l'église de Saint-Aubin. Elles établissent alors dans la paroisse un prieuré-cure desservi par des frères condonats, rattachés à leur monastère. A cette époque, la seigneurie du lieu, relevant de la baronnie d'Aubigné, appartient aux Montgermont. Le manoir de Saint-Aubin était en 1427 à Pierre de Beaucé  et en 1513 à Bonabes Freslon, seigneur de la Freslonnière. Depuis cette dernière époque, il est demeuré entre les mains de la famille Freslon

### Révolution française
À la Révolution française, la commune devient chef-lieu de canton et se déclare « pour » la République. Cela se manifeste, entre autres, par la participation aux fêtes révolutionnaires, dont la principale est celle célébrant l'anniversaire de l'exécution de Louis XVI, accompagnée d'un serment de haine à la royauté et à l'anarchie, fêtée à partir de 1795. Durant cette période, la commune porte le nom d'Aubin-Philonôme. La fête de l'Agriculture, pourtant peu suivie dans le département, est fêtée à Saint-Aubin.

### LeXIXesiècle
Bien placée sur la route de Rennes à Avranches (actuelle RD 175 ex RN 776 ), elle est animée par un marché hebdomadaire et des foires annuelles. La construction des halles en 1850, témoigne de la vitalité de la commune.
Plus tard, la commune refuse le chemin de fer[réf. nécessaire].

### LeXXesiècle

#### La Belle Époque
Une ligne des Tramways d'Ille-et-Vilaine, partant de Mi-Forêt (en Liffré), via Saint-Sulpice-la-Forêt, Chasné, Saint-Aubin-d'Aubigné et Andouillé-Neuville, rejoignant la ligne précédemment cité à Sautoger (au sud de Sens) ouvrit en 1905 et ferma en 1937 ; sa construction suscita quelques polémiques.
Le marquis de Menou écrit à ses fermiers en 1910 : « Je tiens à vous informer qu'il y a à Saint-Aubin [-d'Aubigné] actuellement une école chrétienne pour les garçons. (...) Vous aurez donc à cœur d'obtempérer à ma volonté et de faire entrer tous vos enfants à l'école chrétienne dans le courant de la semaine ».

#### L'Entre-deux-guerres
La commune se modernise peu à peu avec au XXe siècle, l'arrivée du tramway départemental, l'électrification, construction d'un abattoir, d'un collège…

#### La Seconde Guerre mondiale
Pendant la Seconde Guerre mondiale, des juifs furent cachés dans cette commune et alentour par des Justes parmi les nations (huit familles). Une place rue de Rennes leur rend hommage, la commune et les noms des patriotes sont inscrits à Yad Vashem à Jérusalem.

## Politique et administration
En 2010, la commune de Saint-Aubin-d'Aubigné a été récompensée par le label « Ville Internet @@ ».
En 2021, la commune signe un partenariat avec l'association Bleu-Blanc-Cœur.

### Liste des maires
| Période                                  | Période                   | Identité                                           | Étiquette | Qualité                                                             |
| ---------------------------------------- | ------------------------- | -------------------------------------------------- | --------- | ------------------------------------------------------------------- |
| Les données manquantes sont à compléter. |                           |                                                    |           |                                                                     |
| 1793                                     |                           | Jean-Louis Rouzé                                   |           |                                                                     |
| 1815                                     |                           | M. Letourbillon                                    |           |                                                                     |
| 1831                                     |                           | M. Raston                                          |           |                                                                     |
| 1837                                     | 1845                      | Joseph Augustin Marie Bagot                        |           | Notaire                                                             |
| 1845                                     | 1847                      | Joseph Marie Aubrée                                |           | Huissier                                                            |
| 1848                                     | ?                         | M. Tizon                                           |           |                                                                     |
| 1849                                     | 1864 (décès)              | Comte Emmanuel Jean Aimé de Freslon de Saint-Aubin |           | Ancien sous-lieutenant d'infanterie, conseiller général (1852-1864) |
| 1864                                     | 1873                      | Victor Prioul                                      |           | Maréchal                                                            |
| 1874                                     | 1878                      | Augustin Lecoq                                     |           | Notaire                                                             |
| 1878                                     | 1885                      | Robert Surcouf                                     |           |                                                                     |
| 1885                                     | 1903                      | Jean-Marie Chevrel                                 |           | Boucher                                                             |
| 1904                                     | ?                         | Yves Marie Prod'homme                              |           | Receveur de l'enregistrement                                        |
| Les données manquantes sont à compléter. |                           |                                                    |           |                                                                     |
| 1922                                     | septembre 1950 (décès)    | Amand Brionne père (1871-1950)                     | Rad.      | Marchand de chaussures, conseiller général (1932-1940, 1945-1950)   |
| 1950                                     | octobre 1971 (décès)      | Amand Brionne fils (1898-1971)                     | Rad.      | Industriel, conseiller général (1950-1971)                          |
| décembre 1971                            | mars 1977                 | Lucien Besnard                                     | DVD       | Huissier, conseiller général (1976-1979)                            |
| mars 1977                                | décembre 1977 (démission) | Henri Triverio                                     | DVD       | Ingénieur conseil                                                   |
| décembre 1977                            | mars 1991 (démission)     | Jean-Paul Ridard                                   | UDF-PR    | Pharmacien, conseiller général (1979-1992)                          |
| mars 1991                                | juin 1992 (démission)     | Maurice Cintré                                     | DVD       | Artisan peintre retraité                                            |
| septembre 1992,                          | avril 2014                | Pierre Esnault                                     | PS        | Enseignant, conseiller général (1998-2001)                          |
| avril 2014                               | En cours                  | Jacques Richard                                    | SE/DVD    | Militaire retraité                                                  |

### Jumelages
Avec les dix-huit autres communes de la communauté de communes du Val d'Ille-Aubigné, Saint-Aubin-d'Aubigné est jumelé avec :
- Chedzoy (Royaume-Uni) depuis 2003
- Middlezoy (Royaume-Uni) depuis 2003
- Westonzoyland (Royaume-Uni) depuis 2003

## Population et société

### Démographie
L'évolution du nombre d'habitants est connue à travers les recensements de la population effectués dans la commune depuis 1793. Pour les communes de moins de 10 000 habitants, une enquête de recensement portant sur toute la population est réalisée tous les cinq ans, les populations de référence des années intermédiaires étant quant à elles estimées par interpolation ou extrapolation. Pour la commune, le premier recensement exhaustif entrant dans le cadre du nouveau dispositif a été réalisé en 2007.
En 2022, la commune comptait 4 231 habitants, en évolution de +14,63 % par rapport à 2016 (Ille-et-Vilaine : +5,46 %, France hors Mayotte : +2,11 %).
| 1793  | 1800  | 1806  | 1821  | 1831  | 1836  | 1841  | 1846  | 1851  |
| ----- | ----- | ----- | ----- | ----- | ----- | ----- | ----- | ----- |
| 1 310 | 1 211 | 1 154 | 1 255 | 1 302 | 1 289 | 1 249 | 1 408 | 1 470 |

| 1856  | 1861  | 1866  | 1872  | 1876  | 1881  | 1886  | 1891  | 1896  |
| ----- | ----- | ----- | ----- | ----- | ----- | ----- | ----- | ----- |
| 1 517 | 1 448 | 1 684 | 1 749 | 1 871 | 1 848 | 1 847 | 1 782 | 1 755 |

| 1901  | 1906  | 1911  | 1921  | 1926  | 1931  | 1936  | 1946  | 1954  |
| ----- | ----- | ----- | ----- | ----- | ----- | ----- | ----- | ----- |
| 1 671 | 1 659 | 1 609 | 1 425 | 1 455 | 1 337 | 1 435 | 1 423 | 1 423 |

| 1962  | 1968  | 1975  | 1982  | 1990  | 1999  | 2006  | 2007  | 2012  |
| ----- | ----- | ----- | ----- | ----- | ----- | ----- | ----- | ----- |
| 1 391 | 1 544 | 1 680 | 2 133 | 2 170 | 2 440 | 2 959 | 3 033 | 3 373 |

| 2017  | 2022  | - | - | - | - | - | - | - |
| ----- | ----- | - | - | - | - | - | - | - |
| 3 796 | 4 231 | - | - | - | - | - | - | - |

### Enseignement
La commune dispose de deux écoles élémentaires, l'école privée Notre Dame de Bon secours et l'école publique Paul Gauguin et deux collèges, le collège public Armand Brionne et le collège privé Saint-Michel.
Également à Saint-Aubin-d'Aubigné, une maison familiale rurale proposant des formations en alternances en Services aux Personnes et en Hôtellerie Restauration de la 4ème au Bac Pro.

### Sport

#### Équipements sportifs
- Deux salles omnisports :
  - un complexe sportif avec un terrain de basketball, handball, tennis et une salle en mezzanine
  - "L'Hermine-Erminig" avec un plateau sportif de 1 046 m², un dojo de 144 m² et une salle de danse[43],[44]
- Quatre terrains de foot :
  - Stade municipal
  - Terrains du thorial : Un terrain synthétique, un terrain en gazon et un stabilisé
- Trois courts de tennis :
  - un court couvert en résine
  - une salle omnisports
  - un court extérieur
- Une piste d'athlétisme
- Un terrain de boules
- Un plateau EPS/multisports/city-stade en bitume de 800.00m2
- une salle de musculation
- Le parcours de santé, situé près de l'étang, représente une boucle de 1 630 mètres.
- Sentiers pédestre et circuits de randonnée VTT[45]

#### Associations Sportives
- L'ACES Club Arlequin : Badminton, Body Sculpt, Cirque, Danse, Handball, Marche Nordique, Tir à l'arc, Yoga[46]

- Amicale Cyclotouriste Saint-Aubinoise : Vélo de route et VTT[47]
- Crêtes et Vallées : Randonnée pédestre[48]
- Football Club Aubinois[49]
- Athlétique Club Saint-Aubinois : Force Athlétique
- Foulée Saint-Aubinoise : Course à pied
- Illet Basket Club[50]
- Judo Club Saint-Aubin-d'Aubigné : Judo et Jujitsu[51]
- Tennis Club[52]
- Vovinam Việt Võ Đạo Saint Aubin d'Aubigné[53]

## Patrimoine et culture locale

### Lieux et monuments

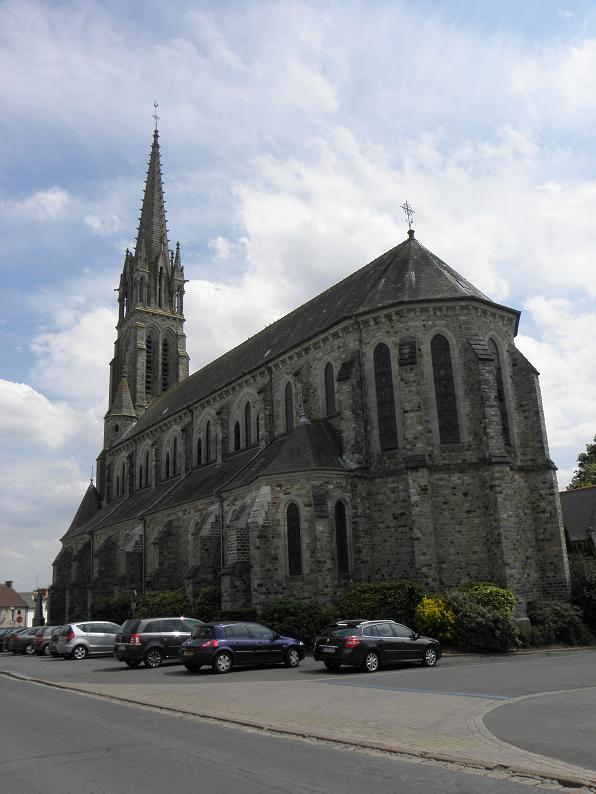
L'église Saint-Aubin, œuvre d'Arthur Regnault.

#### Bâtiments religieux
- Église Saint-Aubin, édifiée de 1896 à 1899 par l'architecte Arthur Regnault.
- Le rocher de la vierge

#### Bâtiments civils
- L'école Notre-Dame-de-Bon-Secours et du patronage Saint-Michel, construite en 1907.
- L'ancien hôtel des Postes, rue d'Antrain, construit en 1931.
- La gendarmerie, construite en 1936-1937.
- Les anciennes halles

#### Lieux
- Château de Saint-Aubin, datant des XVe siècle et XIXe siècle.
- Le lavoir du village, construit en 1905 et rénové à la fin des années 1990, est situé en contrebas du bourg, juste à côté de l'étang. De là part un parcours santé d'environ une heure dans les sous-bois et les prairies.
- La place des Justes, rue de Rennes, a été inauguré en 2010 en hommage et à la mémoire des Saint-Aubinois qui abritèrent des familles juives pendant la Seconde Guerre mondiale.
- Les fours a chaux

#### Activité et manifestations
- Créée en 2012, La boite à Métiers[54], Union des Artisans, Commerçants et Libéraux de Saint-Aubin-d'Aubigné, organise régulièrement des animations et manifestations (marché de Noël, loto, chasse à l'œuf) au sein de la commune[55].
- Depuis 2015, Salon du livre et des artistes "Lire en automne"
- Depuis 2016, l'association Kidijou organise des soirées jeux un vendredi par mois[56]
- De 2017 à 2019, "Saint-Aubin plage" est organisé pendant les deux dernières semaines de juillet à la place des Halles[57]
- En 2023, par le biais de ses associations, la commune accueille plusieurs évènements sportifs :  le tournoi annuel de loisirs de Handball[58], le championnat départemental benjamins de judo[59] et la 30ème édition de la fête nationale "Mini Basket".

#### Personnalités liées à la commune
- Alfred Bazillon (1847-1911), homme politique, maire de Fougères de 1893 à 1902, député d'Ille-et-Vilaine de 1898 à 1902.
- Prosper Lebastard (Saint-Aubin-d'Aubigné, 1865 - Rennes, 1920), prêtre catholique, eudiste et éducateur, deuxième supérieur du collège Sacré-Cœur, au Nouveau-Brunswick (Canada).
- Marie-Pierre Vedrenne (Limoges, 1982), députée européenne de La République en marche, réside à Saint-Aubin-d'Aubigné depuis 2013[60].
- Valentin Guelet (Rennes, 1999), journaliste de l'AFP au bureau de Hong Kong.